# Støvring Kommune
| Strukturdaten       | Strukturdaten  |
| ------------------- | -------------- |
| Sitz der Verwaltung | Støvring       |
| Fläche              | 219,57 km²     |
| Einwohner           | 13.057 (2005)  |
| Kommune seit 2007   | Rebild Kommune |

Støvring Kommune war bis Dezember 2006 eine dänische Kommune im damaligen Nordjyllands Amt in Jütland. Am 1. Januar 2007 wurde sie mit den Gemeinden Skørping und Nørager (ohne Hannerupgård) zur Rebild Kommune zusammengeschlossen.